# Nastri d'argento 1989
Els Nastri d'argento 1989 foren la 44a edició de l'entrega dels premis Nastro d'Argento (Cinta de plata) que va tenir lloc el 1989.

## Guanyadors

### Millor director
- Ermanno Olmi - La leggenda del santo bevitore
- Giuseppe Tornatore - Cinema Paradiso
- Francesco Nuti - Caruso Pascoski di padre polacco
- Roberto Benigni - Il piccolo diavolo
- Liliana Cavani - Francesco
- Francesco Maselli - Codice privato

### Millor director novell
- Francesca Archibugi - Mignon è partita
- Sergio Staino - Cavalli si nasce
- Francesco Calogero - La gentilezza del tocco
- Cristina Comencini - Zoo
- Fiorella Infascelli - La maschera
- Elvio Porta - Se lo scopre Gargiulo

### Millor productor
- Mario i Vittorio Cecchi Gori - pel conjunt de la seva producció

### Millor argument original
- Maurizio Nichetti - Ladri di saponette

### Millor guió
- Tullio Kezich i Ermanno Olmi - La leggenda del santo bevitore

### Millor actor protagonista
- Gian Maria Volonté - L'Oeuvre au noir
- Giancarlo Giannini - 'o Re
- Roberto Benigni - Il piccolo diavolo

### Millor actriu protagonista
- Ornella Muti - Codice privato
- Piera Degli Esposti - L'appassionata
- Giuliana De Sio - Se lo scopre Gargiulo

### Millor actriu no protagonista
- Stefania Sandrelli - Mignon è partita
- Nicoletta Braschi - Il piccolo diavolo
- Delia Boccardo - Cavalli si nasce
- Valeria Golino - Rain Man

### Millor actor no protagonista
- Fabio Bussotti - Francesco
- Carlo Croccolo - 'o Re
- Ricky Tognazzi - Caruso Pascoski di padre polacco

### Millor banda sonora
- Eugenio Bennato i Carlo D'Angiò - Cavalli si nasce

### Millor fotografia
- Luciano Tovoli - Splendor

### Millor vestuari
- Lucia Mirisola - 'o Re

### Millor escenografia
- Danilo Donati - Francesco

### Millors dobladors
- Marzia Ubaldi - per la veu de Gena Rowlands a Una altra dona
- Paolo Maria Scalondro - per la veu de Jeremy Irons a Inseparables

### Millor pel·lícula estrangera
- Pedro Almodóvar - Mujeres al borde de un ataque de nervios
- Woody Allen - Una altra dona (Another Woman)
- Barry Levinson - Rain Man
- Étienne Chatiliez - La vie est un long fleuve tranquille
- David Cronenberg - Inseparables (Dead Ringers)
- Stephen Frears - Les amistats perilloses (Dangerous Liaisons)

### Nastro d'Argento europeu
- John Cleese - guionista, intèrpret i co-productor de Un peix anomenat Wanda